# Stekelrandlandschildpad
De stekelrandlandschildpad (Psammobates oculiferus) is een schildpad uit de familie landschildpadden (Testudinidae).

## Naam
De schildpad werd oorspronkelijk beschreven onder de wetenschappelijke naam Testudo oculifera door Heinrich Kuhl in 1820. Later werd de naam Psammobates oculifer gebruikt. Vanaf 2005 wordt de naam Psammobates oculiferus gebruikt, zodat in de literatuur soms de verouderde naam wordt gehanteerd.

## Uiterlijke kenmerken
De stekelrandlandschildpad bereikt een maximale schildlengte tot ongeveer 15 centimeter, het schild heeft een duidelijke gele stralentekening. De lijnen van de tekening vormen oog-achtige vlekken, vandaar de wetenschappelijke soortnaam oculiferus, dat 'voorzien van ogen' betekent. Opvallend zijn de randschilden of marginalen, die een duidelijke stekelachtige punt hebben.

## Verspreiding en habitat
De soort komt voor in delen van zuidelijk Afrika, en leeft in de landen Botswana, Namibië en Zuid-Afrika. De habitat bestaat uit savannen en andere gebieden met een zanderige ondergrond.